# Метаарсенит калия
Метаарсенит калия — неорганическое соединение,
соль калия и мышьяковистой кислоты с формулой KAsO2,
бесцветные кристаллы,
растворяется в воде.

## Получение
- Нагревание оксида мышьяка и карбоната калия:

{\displaystyle {\mathsf {K_{2}CO_{3}+As_{2}O_{3}\ {\xrightarrow {200-350^{o}C}}\ 2KAsO_{2}+CO_{2}\uparrow }}}

## Физические свойства
Метаарсенит калия образует бесцветные кристаллы
Растворяется в воде и этаноле.